# Graphis crystallifera
Graphis crystallifera är en lavart som först beskrevs av Karl Martin Redinger och som fick sitt nu gällande namn av Bettina Staiger. 
Graphis crystallifera ingår i släktet Graphis och familjen Graphidaceae. Inga underarter finns listade i Catalogue of Life.